# Ala-Tervajärvi
Ala-Tervajärvi är en sjö i Finland. Den ligger i kommunen Hyrynsalmi i landskapet Kajanaland, i den centrala delen av landet, 500 km norr om huvudstaden Helsingfors. Ala-Tervajärvi ligger 170,6 meter över havet. Den är 7,4 meter djup. Arean är 83,8 hektar och strandlinjen är 4,53 kilometer lång. Sjön  ingår i Uleälvens huvudavrinningsområde. 